# Wat Mangkorn

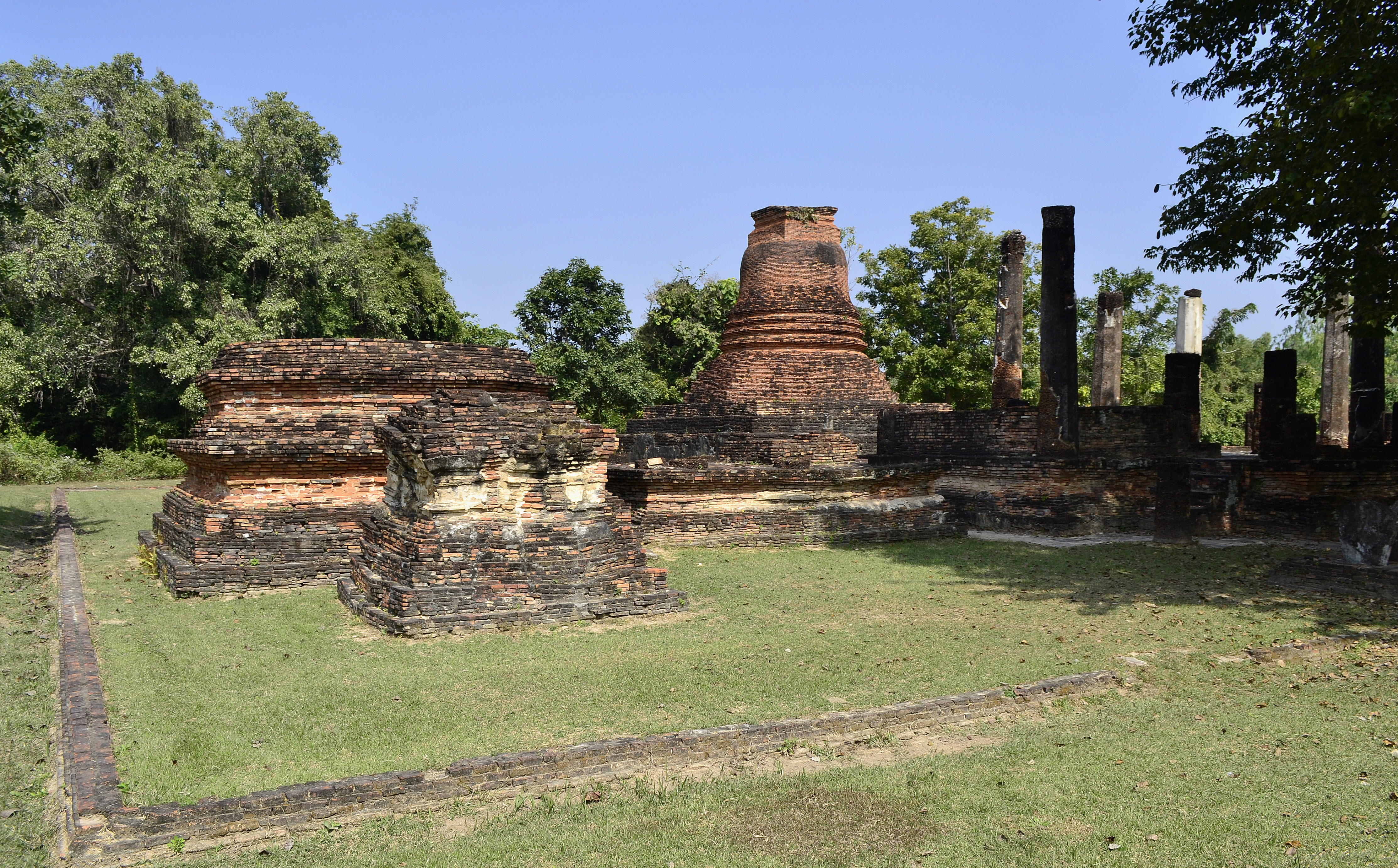
Wat Mangkorn
(Zustand: Januar 2014)

Wat Mangkorn (thailändisch วัดมังกร, deutsch: „Tempel des Drachen“) ist der Name der Ruine einer ehemaligen buddhistischen Tempelanlage (Wat) im Westen der historischen Altstadt von Sukhothai im UNESCO-Weltkulturerbe Geschichtspark Sukhothai in Thailand.

## Lage
Wat Mangkorn befindet sich im Westen der Altstadt von Sukhothai, knapp zwei Kilometer außerhalb des westlichen Stadttores („Pratu Or“, „Or Gate“) und gut einen halben Kilometer östlich des südlichen Beginns der Hügelkette mit den so genannten Klöstern der Waldmönche. Die nächstgelegenen Nachbartempel sind Wat Phra Yuen (knapp 280 Meter südsüdöstlich) und Wat Tup Khao (knapp 180 Meter westlich). Die vom „Pratu Or“ zur Hügelkette im Westen führende Straße wurde an der Befundstelle in sehr engem Bogen um den Wat herum gelegt.

## Beschreibung

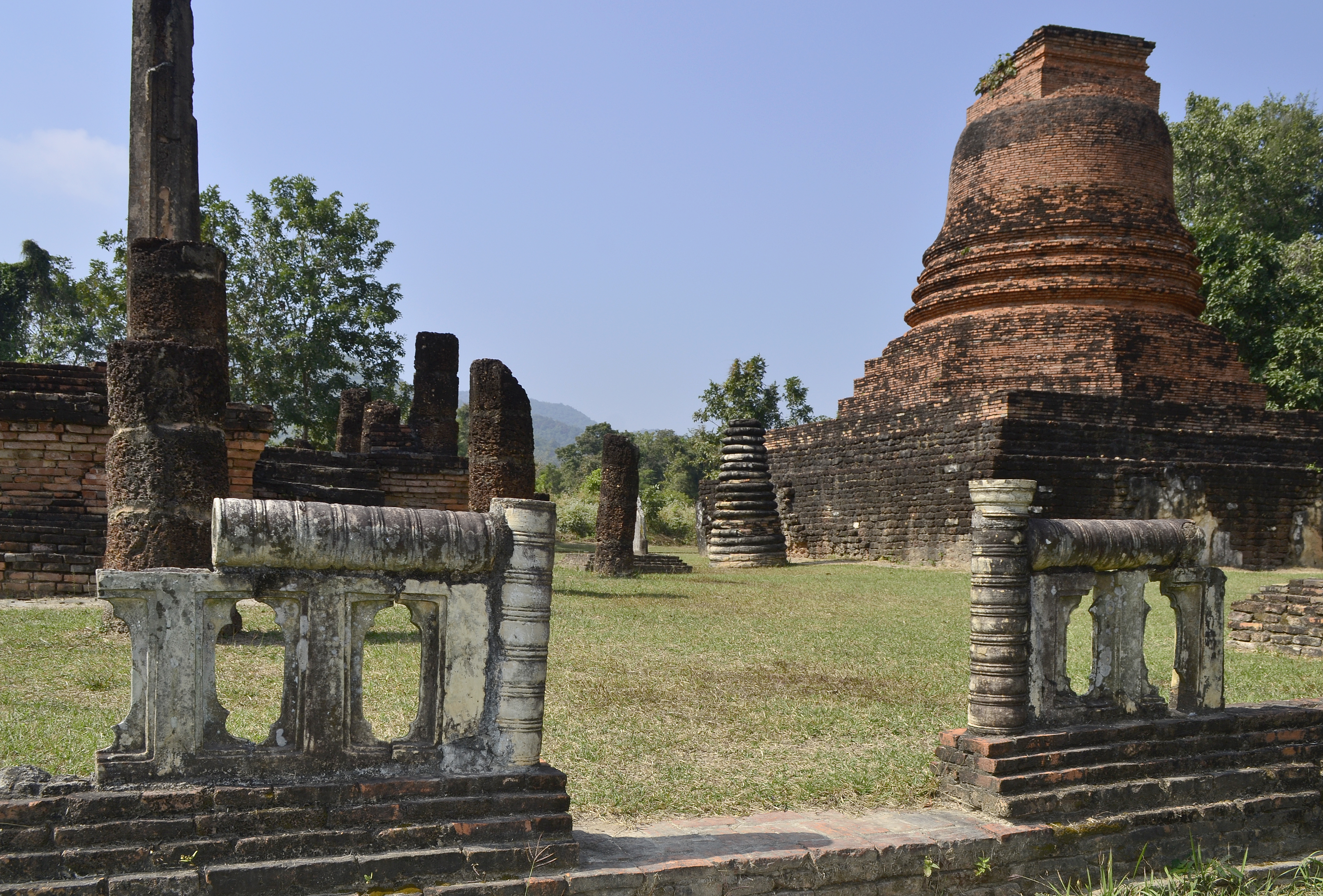
Wat Mangkorn
(Zustand: Januar 2014)

Zum Gesamtensemble der Tempelanlage gehören ein glockenförmiger Chedi, mehrere untergeordnete Chedi, eine Versammlungshalle (Wihan), eine Ordinationshalle (Ubosot) mit ihren Grenzsteinen (Bai Sema), sowie eine Umfassungsbalustrade.
Der Hauptchedi besteht aus einer Ziegelkonstruktion auf einem Fundament aus Laterit und ändert dabei, von unten nach oben stufenweise verjüngend, mehrfach seinen Grundriss, um eine glockenähnliche Gestalt zu erhalten. Auf drei Stufen eines quadratischen Grundrisses folgen drei mit oktogonalen und drei weitere mit kreisförmigen Umrissen. Diese tragen den glockenförmigen Hauptkorpus, auf dem schließlich ein kastenförmiger Aufsatz angebracht ist. Im Süden der Tempelanlage, unmittelbar neben der Straße, befindet sich ein weiterer, jedoch kleinerer glockenförmiger Chedi. Von allen anderen untergeordneten Chedi sind nur noch die teilweise von Bäumen durchwurzelten, quadratischen Basen erhalten.
Das Podest des Ubosot ist mit oktogonalen Lateritsäulen besetzt. Weitere Stümpfe von Lateritsäulen umgeben den Bot in der architektonischen Form von Portiken.

## Keramische Balustradein situ

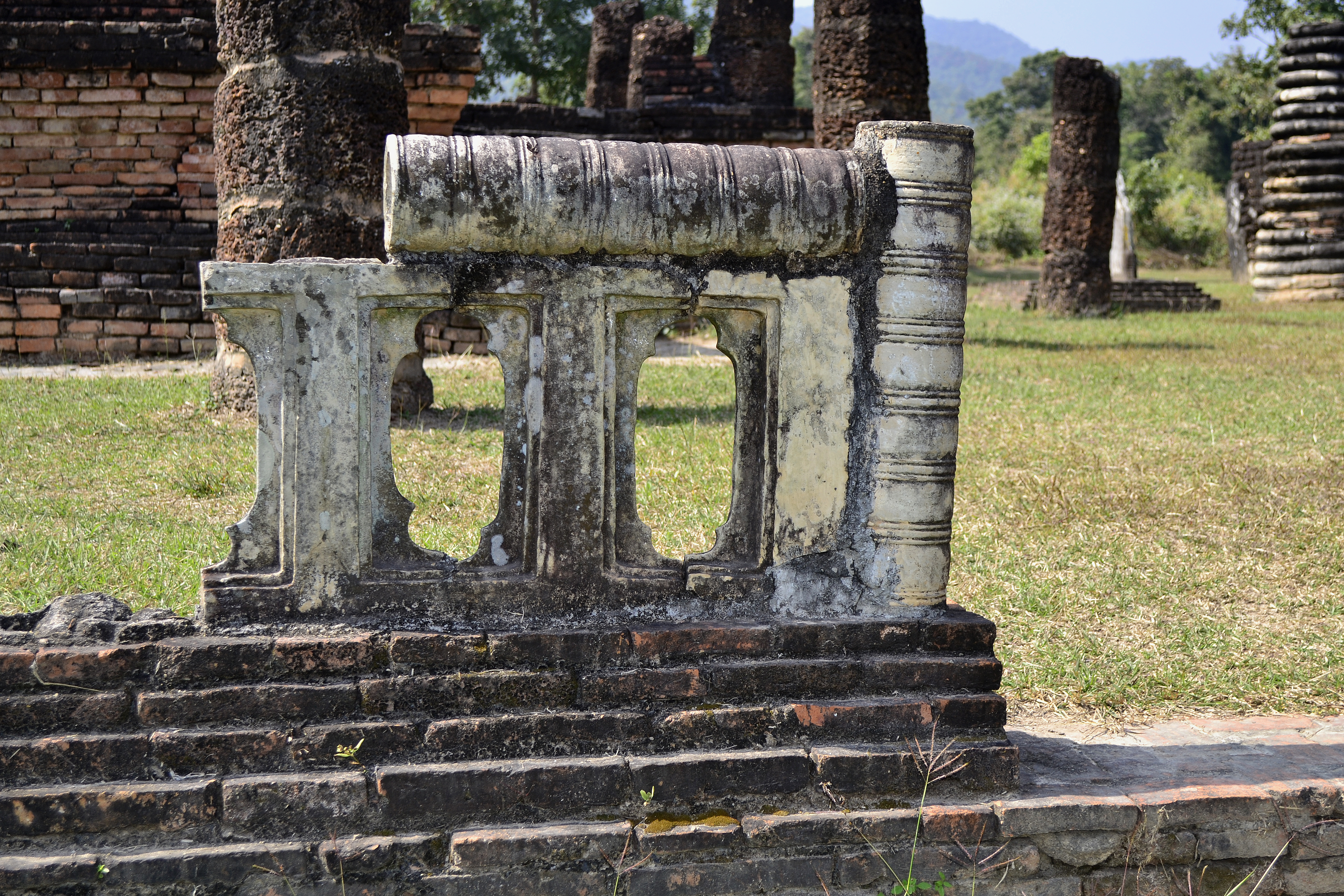
Keramikbalustrade des Wat
(Zustand: Januar 2014)

Wat Mangkorn ist die einzige Anlage im Geschichtspark Sukhothai, an der sich noch Teile einer aus Sukhothai-Keramik gefertigten Balustrade in situ befinden. Keramische Bauelemente dieser Art und Zeitstellung sind sonst nur noch in den Museen zu finden. Ursprünglich war der gesamte Tempelbereich im Umfang von rund 41 m × 43 m von solch einem Keramikgeländer umgeben.